# Distrito de Tonosí
Tonosí es un municipio y ciudad panameña, ubicada al suroeste de la península de Azuero, provincia de Los Santos.  Según datos del INEC de 2010, el municipio contaba con 9.787 habitantes censados en una extensión de 1.286,5 km² (128.650 ha) y una densidad de población de 7,6 hab/km².

## Toponimia
"Tonosí" es el nombre de un río, de un valle, de una ciudad, un distrito y un corregimiento de Azuero en la provincia de Los Santos. Existen diversas hipótesis sobre el origen del nombre.  En idioma ngöbe "Tonon-Chi" significa "Maraca-pequeña o Cascabel pequeño". Deriva de las palabras "ton", que significa "maraca" o "cascabel" y "chi", que significa "pequeño" o "pequeña", dependiendo del uso que se le dé en la oración. Cuando se trata de un nombre de lugar o de persona, los ngöbe acostumbran a agregarle a la palabra "ton" (maraca o cascabel), el sonido o sufijo "on". Es por eso que en la Comarca Ngöbe-Buglé encontramos varios lugares con el nombre ngöbe de "Tonon-bití", que significa "explanada" ("bití") "de la maraca" o "del cascabel" ("ton" o "tonón"). Es probable que el sufijo "si", en los casos de Peda-sí y Tono-si, que se han identificado como el término "chi" (pequeño), podrían referirse también  a "bití" (indicativo de "explanada"). Quizás los españoles escucharon "si" en vez de "chi" o "bití", o quizás, se trataba de una forma dialectal del idioma ngöbe que se habló en Azuero.
Otros historiadores reconocen que era el nombre de un cacique de la región. La tradición oral, por su parte, cuenta que el nombre deriva del uso de los instrumentos musicales en  fiestas y de aquellas notas de las que supuestamente surge el nombre... este  "TONO SI"  este "TONO NO", según muchas personas e  historiadores   el nombre Tonosí, puede ser  raíz del cacique TONOCOA  del cual se sabe poco.

## Ubicación
Tonosí está ubicado al sudoeste de la península de Azuero, en las Tierras Altas de la provincia de Los Santos, aunque la población vive principalmente en el valle de Tonosí. Al norte es colindante con el distrito de Las Tablas y Macaracas, al sur con el océano Pacífico, al este con Pedasí y al oeste con el distrito de Mariato en Quebro de la provincia de Veraguas
| Noroeste: Mariato | Norte: Macaracas y Los Pozos | Noreste: Las Tablas y Macaracas |
| Oeste: Mariato    |                              | Este: Las Tablas                |
| Suroeste Mariatao | Sur: Océano Pacífico         | Sureste: Pedasí                 |

## Organización territorial
Está conformado por once corregimientos:
| Corregimiento  | Población | Superficie (km²) | Densidad (hab/km²) | Ubicación |
| -------------- | --------- | ---------------- | ------------------ | --- |
| Tonosí         | 3.257     | 83,6             | 27                 | Tonosí Altos de Güera Cañas El Bebedero El Cortezo Flores Guánico La Tronosa Cambutal Isla de Cañas El Cacao |
| Altos de Güera | 732       | 141,8            | 4,5                | Tonosí Altos de Güera Cañas El Bebedero El Cortezo Flores Guánico La Tronosa Cambutal Isla de Cañas El Cacao |
| Cañas          | 750       | 94,1             | 6,9                | Tonosí Altos de Güera Cañas El Bebedero El Cortezo Flores Guánico La Tronosa Cambutal Isla de Cañas El Cacao |
| El Bebedero    | 2.332     | 116,6            | 11,4               | Tonosí Altos de Güera Cañas El Bebedero El Cortezo Flores Guánico La Tronosa Cambutal Isla de Cañas El Cacao |
| El Cacao       | 2.049     | 92,3             | 11,4               | Tonosí Altos de Güera Cañas El Bebedero El Cortezo Flores Guánico La Tronosa Cambutal Isla de Cañas El Cacao |
| El Cortezo     | 762       | 150              | 4,4                | Tonosí Altos de Güera Cañas El Bebedero El Cortezo Flores Guánico La Tronosa Cambutal Isla de Cañas El Cacao |
| Flores         | 764       | 105              | 6,3                | Tonosí Altos de Güera Cañas El Bebedero El Cortezo Flores Guánico La Tronosa Cambutal Isla de Cañas El Cacao |
| Guánico        | 1,096     | 209,2            | 4,8                | Tonosí Altos de Güera Cañas El Bebedero El Cortezo Flores Guánico La Tronosa Cambutal Isla de Cañas El Cacao |
| La Tronosa     | 837       | 86,4             | 7,4                | Tonosí Altos de Güera Cañas El Bebedero El Cortezo Flores Guánico La Tronosa Cambutal Isla de Cañas El Cacao |
| Cambutal       | 711       | 183,0            | 2,8                | Tonosí Altos de Güera Cañas El Bebedero El Cortezo Flores Guánico La Tronosa Cambutal Isla de Cañas El Cacao |
| Isla de Cañas  | 597       | 24,5             | 16,2               | Tonosí Altos de Güera Cañas El Bebedero El Cortezo Flores Guánico La Tronosa Cambutal Isla de Cañas El Cacao |

## Historia
Los orígenes del poblamiento humano en Tonosí se pierden en la lejanía de los tiempos y están rodeados de legendarias leyendas, como ocurre en toda la península de Azuero. El actual término municipal de Tonosí fue foco de atracción de población del interior y pueblos del resto de la península desde la antigüedad, como demuestran los restos arqueológicos del Gran Coclé encontrados en los diversos yacimientos arqueológicos.

### Época de Conquista española
A la llegada de los castellanos la región formaba parte del cacicazgo de Hueré y Quemá, que formaba parte de la confederación del cacique Paris. La región fue conquistada por Diego de Albites, bajo órdenes de Gaspar de Espinosa en la búsqueda de oro en la región. Según relata Badajoz, Albites tomaría de rehén al cacique Hueré y a Quemá para intimidar a la población en su búsqueda del oro de París sin tener éxito alguno. El período de conquista, la población de Tonosí fue diezmada al igual que la del resto de cacicazgos de la península.

### Época Republicana
Tonosí dentro de la Historia se ha visto enmarcada en grandes acontecimientos que ha dado revuelos en nuestra  patria, entre los que se destaca el desembarco de la flota liberal, comandada por el Dr Belisario Porras, en la guerra de los mil días. ocurrida en  Panamá de 1900-1903.
El distrito de Tonosí como tal está conformado por una alcaldía, conformada por un consejo municipal en la cual forman parte los 11 representantes de corregimiento electos por votación popular y la figura del alcalde. Además en cada corregimiento se cuenta con un corregidor quien es el encargadao de impartir el orden de las comunidades aledañas a las cabecera del distrito. entre las figuras más destacadas del municipio están: El tesorero Municipal y el Ingeniero municipal